# Herb Katalonii

Herb Katalonii

Herb Katalonii – przedstawia na tarczy w polu złotym cztery pręgi czerwone (karminowe). Nad tarczą znajduje się korona królewska.
Jest to nieoficjalny herb, ponieważ statuty autonomiczne Katalonii z 1979 i 2006 roku pomijają herb, wspominają tylko o fladze Katalonii.
Jest to jeden z najstarszych herbów w Europie. Znany  z pieczęci hrabiego Barcelony Rajmunda Berengara IV z 1150 (1159) roku. Następnie przejęty został przez potomków jako królów Aragonii.
Od 1137 do 1714 był to herb Korony Aragońskiej (Katalonia, Roussillon, Aragonia, Walencja, Baleary), poszerzony następnie o regiony Prowansję, Sycylię, Sardynię.
Szesnastowieczna legenda głosi, że cztery czerwone paski zostały namalowane na złotej tarczy Wilfreda I Włochatego (hrabia Barcelony, zm. 897) przez króla Karola Łysego palcami zanurzonymi we krwi z rany hrabiego.
Herb najprawdopodobniej pochodzi z Carcassonne, skąd wywodzi się protoplasta hrabiów Barcelony Wilfred Włochaty.